# 梅孔塔區
14°57′36″S 39°50′46″E / 14.960°S 39.846°E

梅孔塔區（葡萄牙語：Meconta），是莫桑比克的行政區，位於該國東北部，由楠普拉省負責管轄，首府設於梅孔塔，面積3,733平方公里，2007年人口154,843，人口密度每平方公里41人。